# آثار باستانی

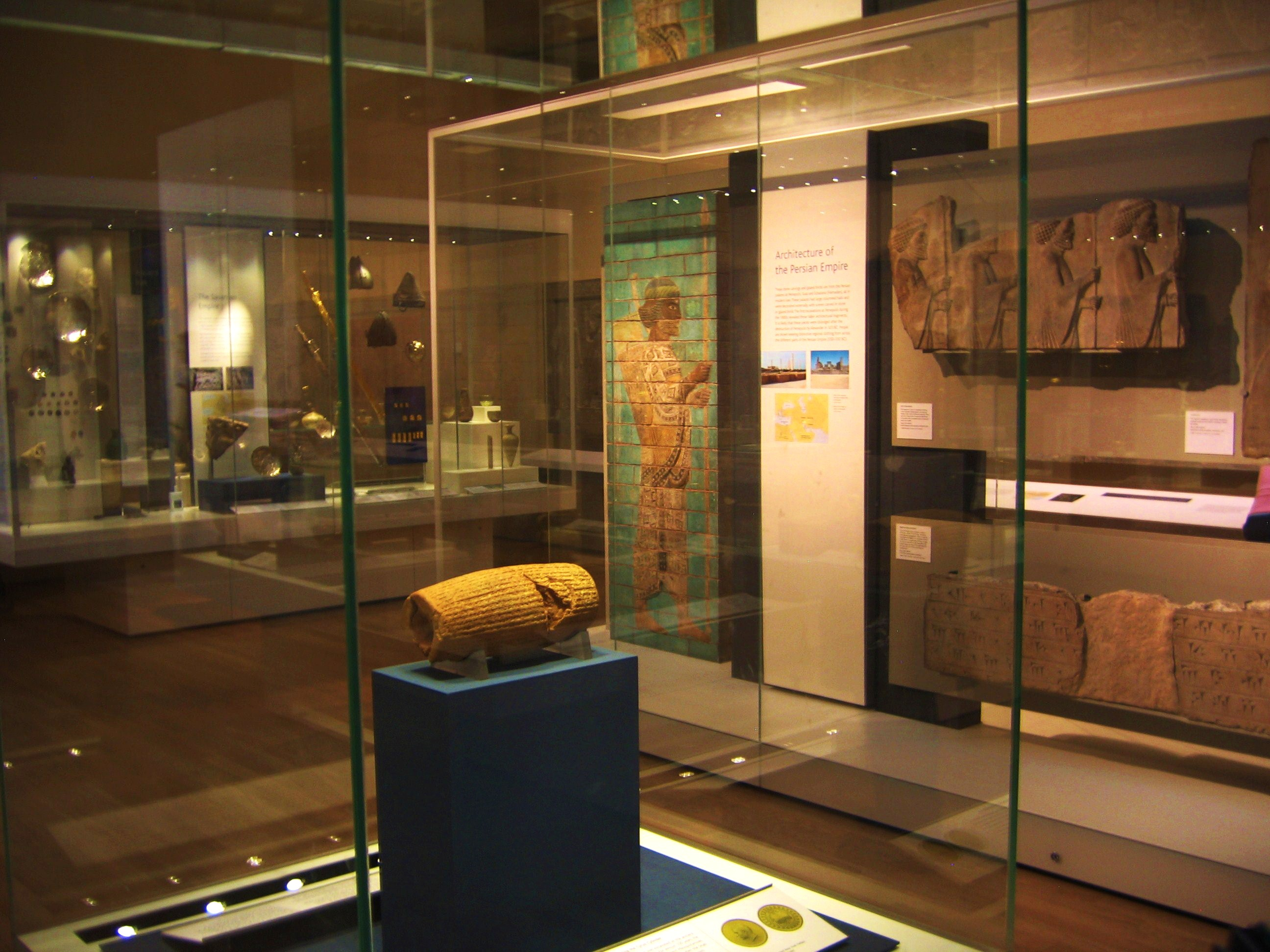
نمایی از منشور حقوق بشر کوروش و آثار باستانی مرتبط با دودمان هخامنشی که در «بخش ایران باستان» موزه بریتانیا نگهداری می‌شوند.

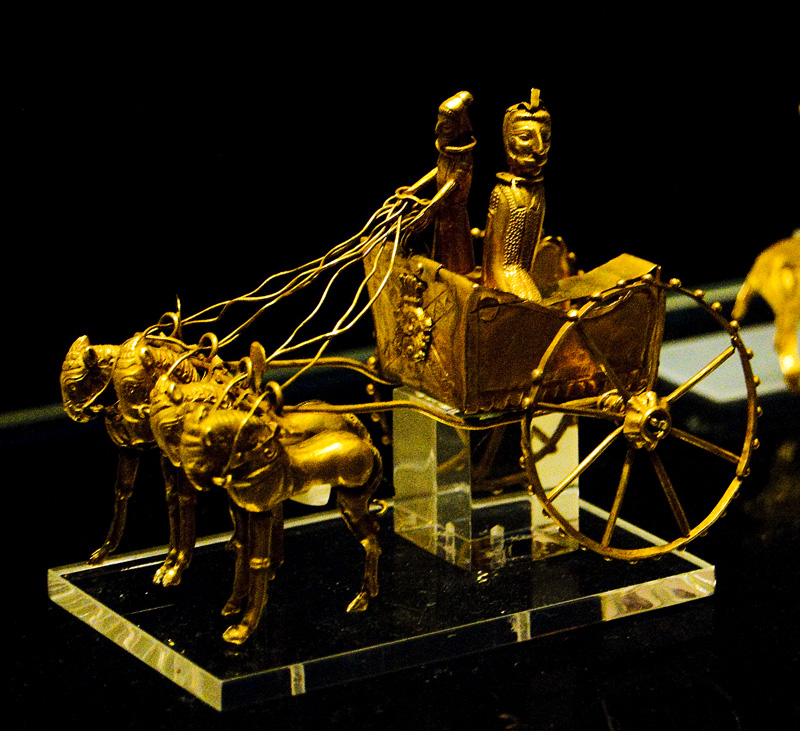
گنجینه طلا تپه یکی از بزرگترین گنجینه‌های طلایی جهان باستان است که در سال ۱۹۷۸ میلادی در میان تپه‌های ریگی شمال افغانستان کشف شد و اکنون در موزه بریتانیا نگهداری می‌شود.

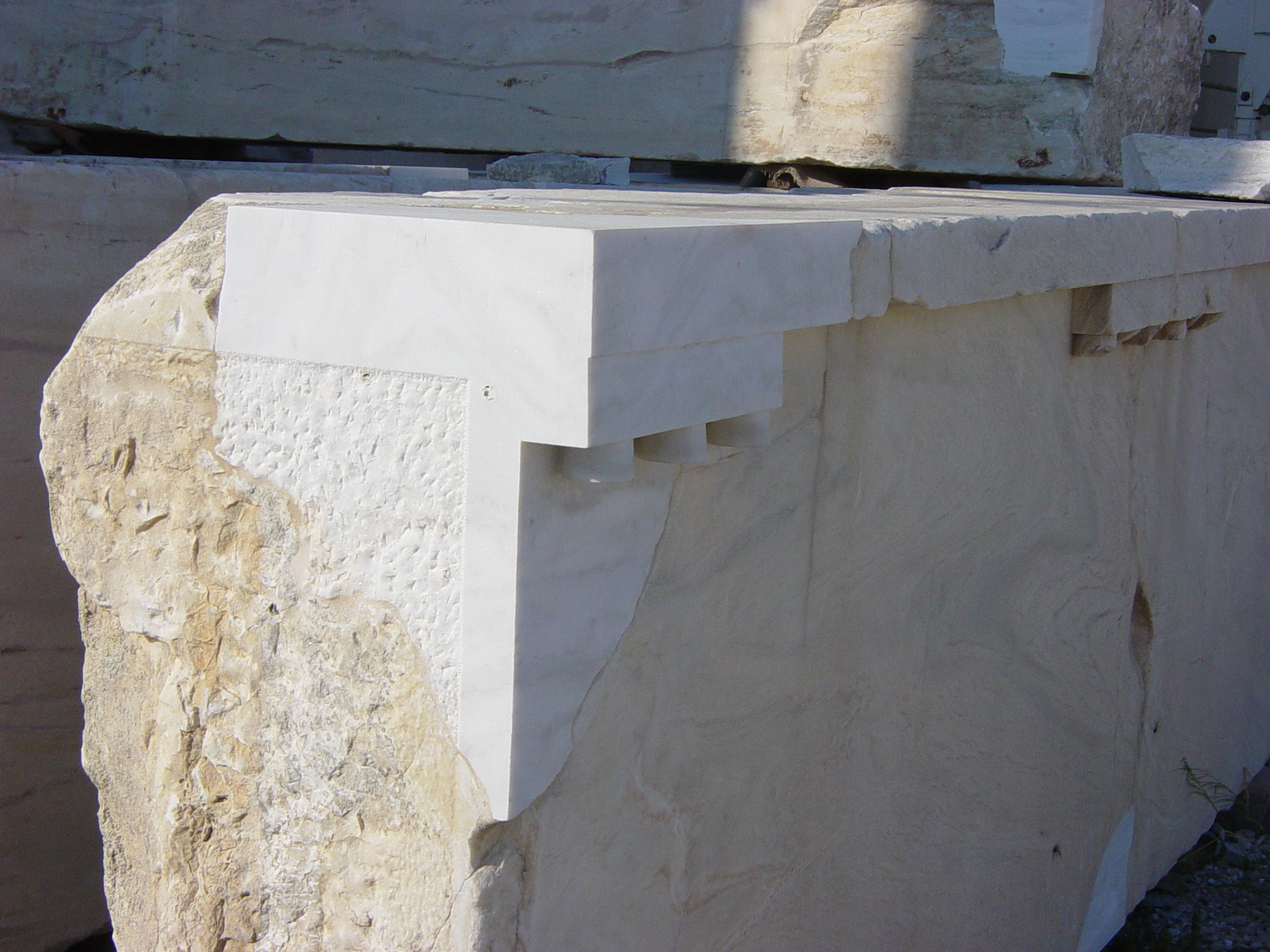
ترمیم آثار باستانی نیازمند تخصص حرفه‌ای و عموماً پیشینه دانشگاهی در زمینه مرمت‌کاری آثار باستانی است.

آثار باستانی، آثاری به‌جای مانده از سال‌های دور با ارزش بالای تاریخی هستند. آثار باستانی که دارای اهمیت جهانی باشند، معمولاً در موزه‌های کشورها یا توسط کلکسیونرهای مطرح آثار عتیقه جمع‌آوری و نگهداری می‌شوند.

## ۶ اثر معروف باستانی ایران
1. چغازنبیل – شهرستان شوش استان خوزستان
2. تخت جمشید –شهرستان مرودشت استان فارس
3. بیستون _ شهرستان کرمانشاه استان کرمانشاه
4. سازه‌های آبی شوشتر بزرگترین سازهٔ آبی جهان _ شهرستان شوشتر استان خوزستان
5. پاسارگاد – شهرستان شیراز استان فارس
6. هگمتانه- شهرستان همدان استان همدان

## قوانین بین‌الملل
براساس معاهده لاهه، کشورهای امضاکننده متعهد به حفاظت از اموال فرهنگی و آثار باستانی در زمان مخاصمات مسلحانه می‌شوند.